# Sarah Choate Sears

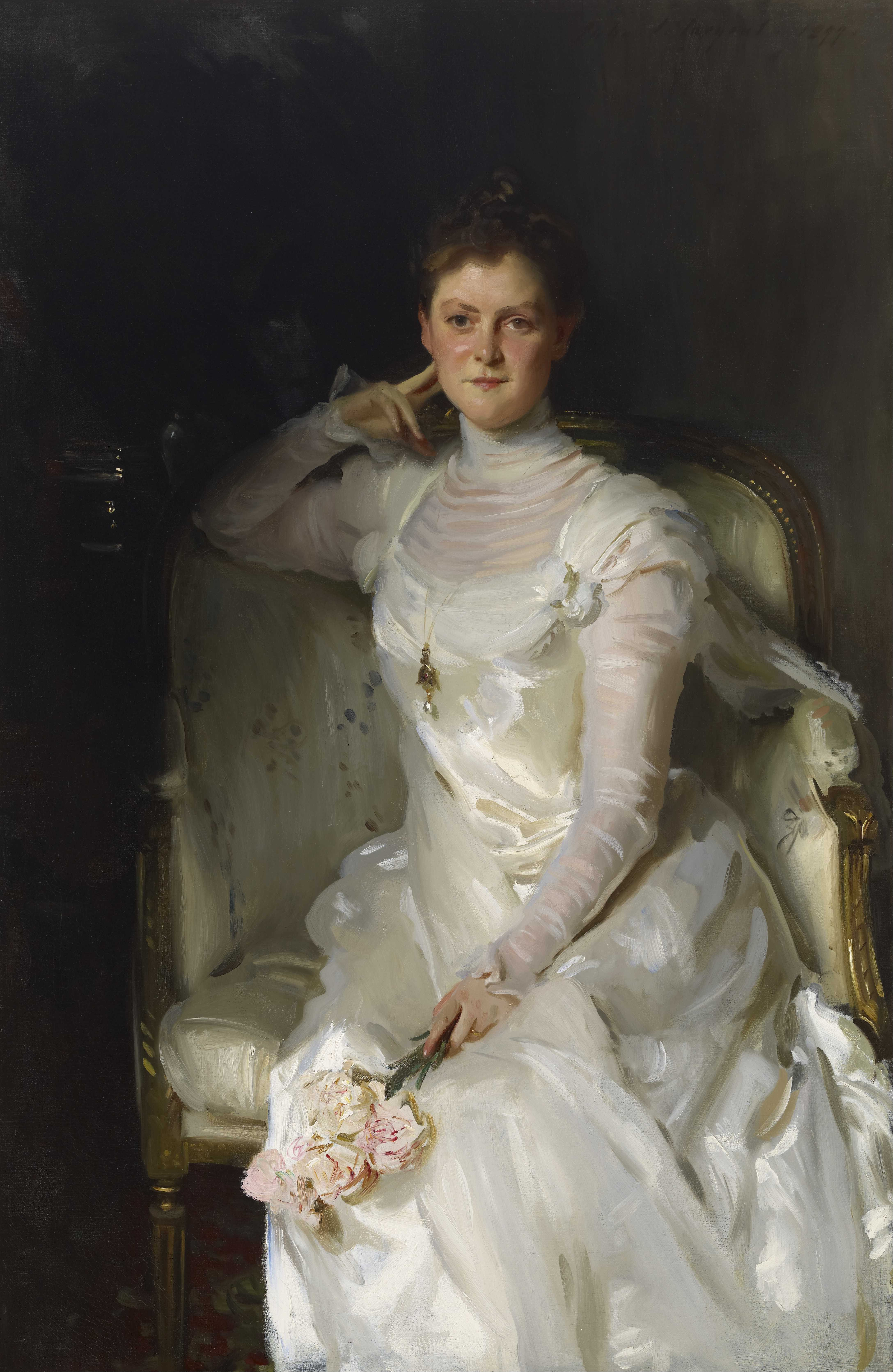
Porträt Sarah Choate Sears von John Singer Sargent, 1889

Sarah Carlisle Choate Sears (* 5. Mai 1858 in Cambridge, Massachusetts; † 25. September 1935 in Gouldsboro, Maine) war eine amerikanische Fotografin, Malerin, Kunstsammlerin und -mäzenin.

## Leben
Sarah Carlisle Choate war die Tochter von Charles Francis und Elizabeth Carlisle Choate. Ihre Familie gehörte zu den sogenannten „Brahmanen von Boston“. Ab 1876 studierte sie in Boston Malerei an der Cowles Art School und Kunstgeschichte am Museum of Fine Arts. 1877 heiratete sie den Großgrundbesitzer Joshua Montgomery Sears, einen der damals vermögendsten Männer Bostons. Die Ehe ermöglichte ihr ein sorgenfreies Leben, sodass sie sich ausschließlich ihren eigenen Interessen widmen konnte.
Sie beendete ihre Kunststudien und wurde eine erfolgreiche Aquarellistin, die zahlreiche Preise gewann. Sie stellte unter anderem bei der World’s Columbian Exposition 1893 in Chicago, bei der Weltausstellung 1900 in Paris, der Pan-American Exposition 1901 in Buffalo sowie bei der Louisiana Purchase Exposition 1904 in St. Louis aus.
Ab 1890 entdeckte sie die Fotografie für sich und stellte alsbald in fotografischen Salons aus. 1892 wurde sie Mitglied des Boston Camera Club, wo Fred Holland Day auf ihre Stillleben und Porträtstudien aufmerksam wurde. Um 1900 befreundete sich Sears mit der amerikanischen Impressionistin Mary Cassatt, zur gleichen Zeit wurde sie in die elitäre Brotherhood of the Linked Ring in London und Alfred Stieglitz’ Photo-Secession in New York aufgenommen.
Mit der Krankheit ihres Mannes ab 1904 unterbrach Sears ihre künstlerischen Aktivitäten. Nach dessen Tod im Folgejahr widmete sie sich familiären Geschäften. In den nächsten Jahren bereiste sie zusammen mit Cassatt und Gertrude Stein Europa, wo sie als Kunstsammlerin einen glamourösen Lebensstil pflegte und sich mit zahlreichen Künstlern, Musikern und Schriftstellern umgab. Vornehmlich sammelte sie Werke von Edgar Degas und Édouard Manet. Ihre Sammlung stiftete sie später dem Bostoner Museum of Fine Arts.

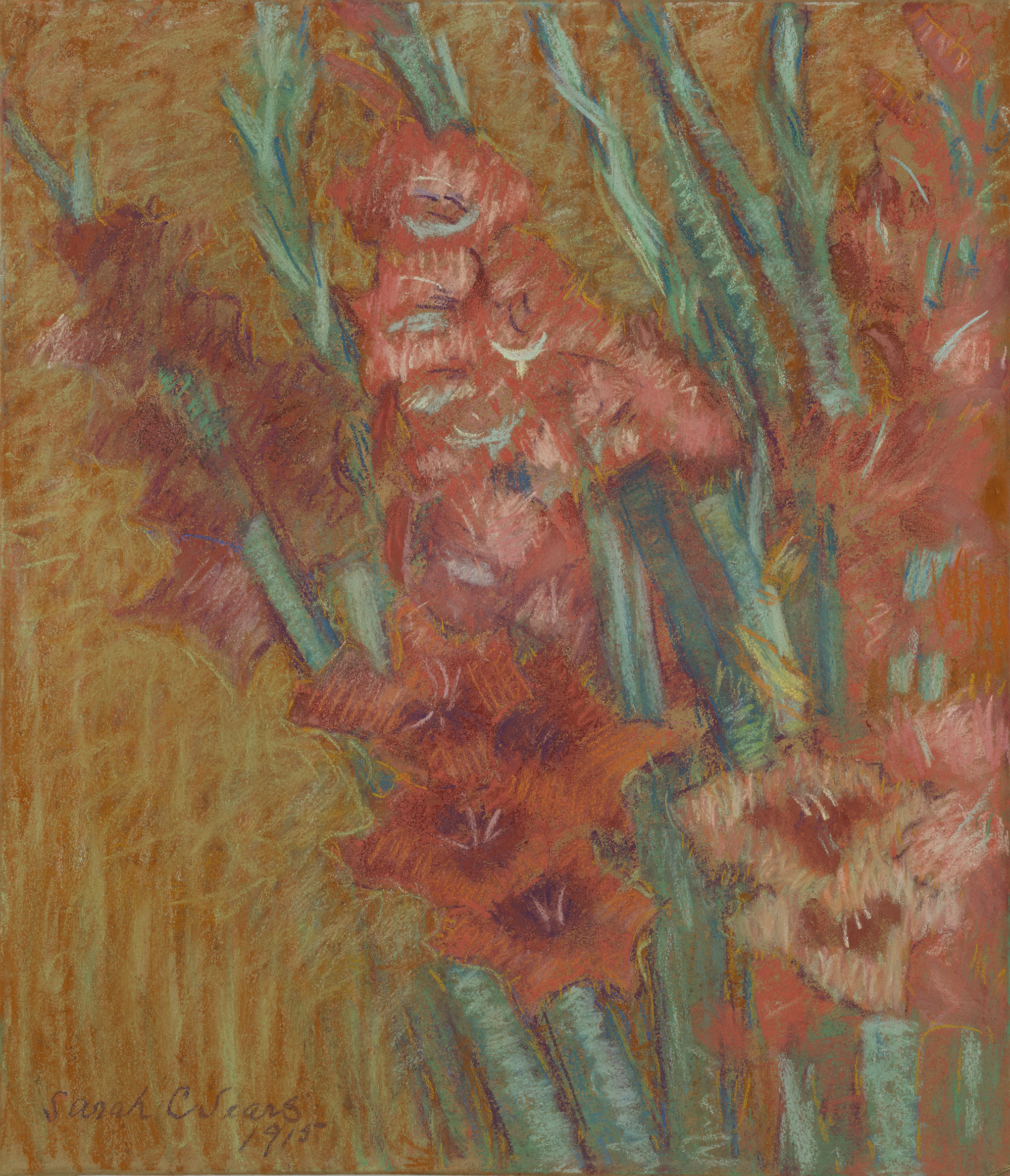
Gladioli (1915), Isabella Stewart Gardner Museum, Boston

Auf Anregung von Alfred Stieglitz sammelte sie außerdem Werke von Georges Braque, Paul Cézanne, Arthur B. Davies, Henri Matisse und Maurice Prendergast. Für Prendergast entwickelte sie eine besondere Vorliebe, so ermöglichte sie dem Künstler Ausstellungen in Boston und finanzierte ihm eine Studienreise nach Europa.
1907 wurden zwei Fotografien von Sarah Choate Sears in Alfred Stieglitz’ Fotomagazin Camera Work veröffentlicht: Mary (1907) und Mrs. Julia Ward Howe (Camera Work #18). Zu diesem Zeitpunkt hatte sie ihr Interesse an der Fotografie jedoch bereits weitgehend verloren. Sie fotografierte in späteren Lebensjahren nur noch selten und widmete sich stattdessen der Aquarellmalerei.
Sarah Choate Sears starb am 25. September 1935 in West Gouldsboro, Maine.

## Fotografische Arbeiten

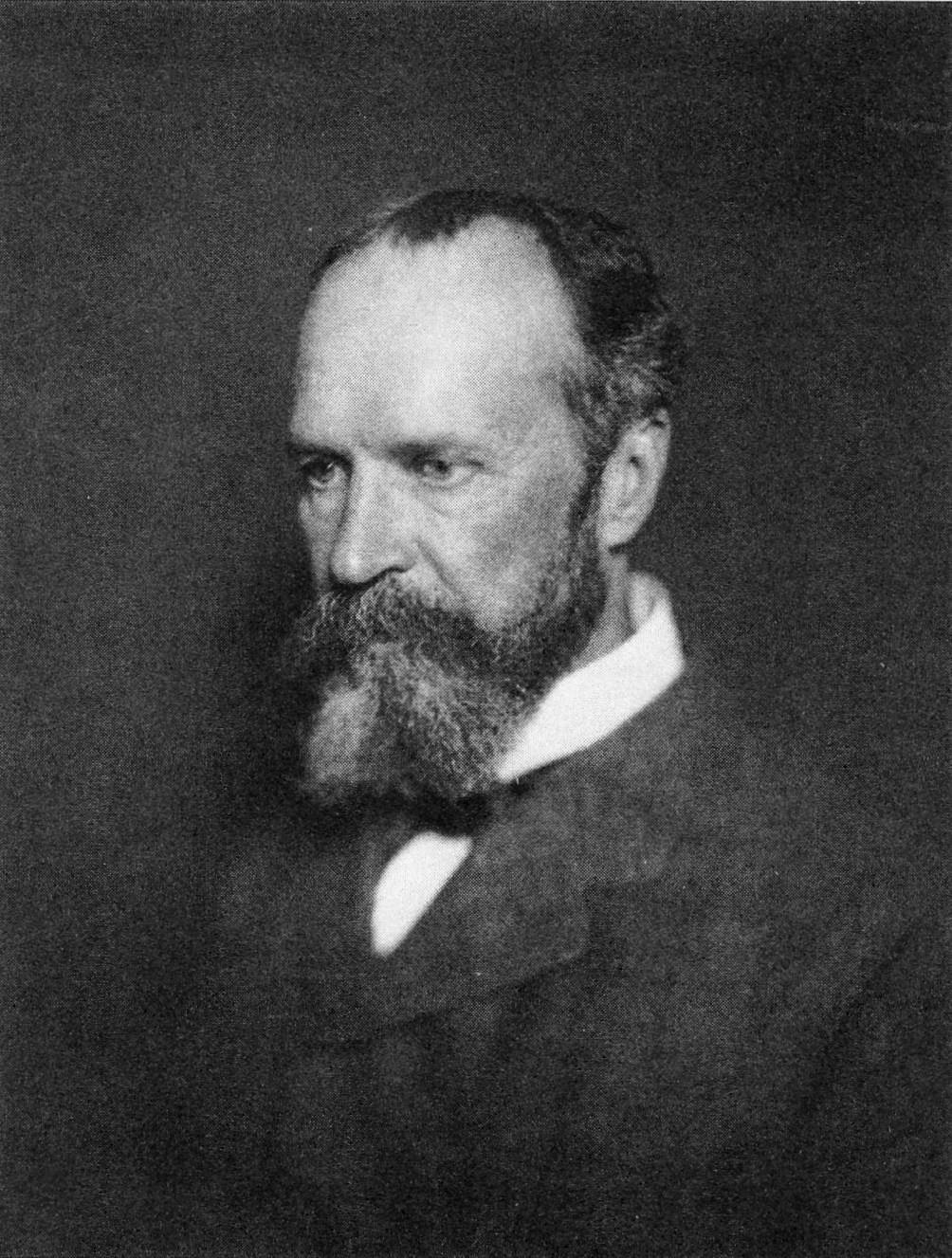
William James um 1890
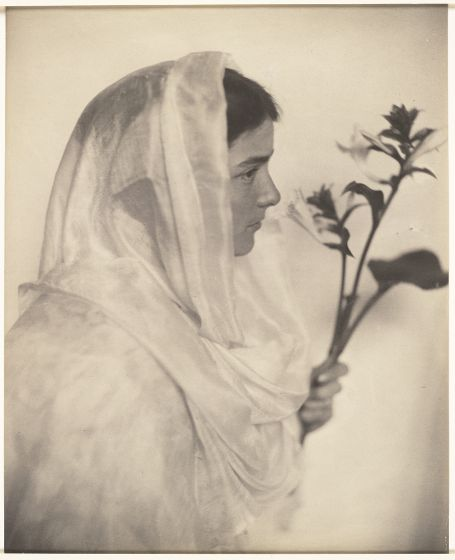
Junge Frau mit Lilien um 1892
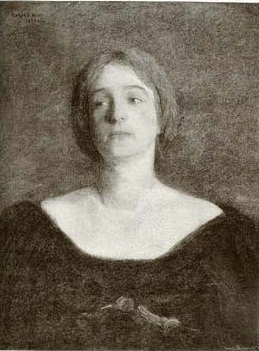
Ramona 1893
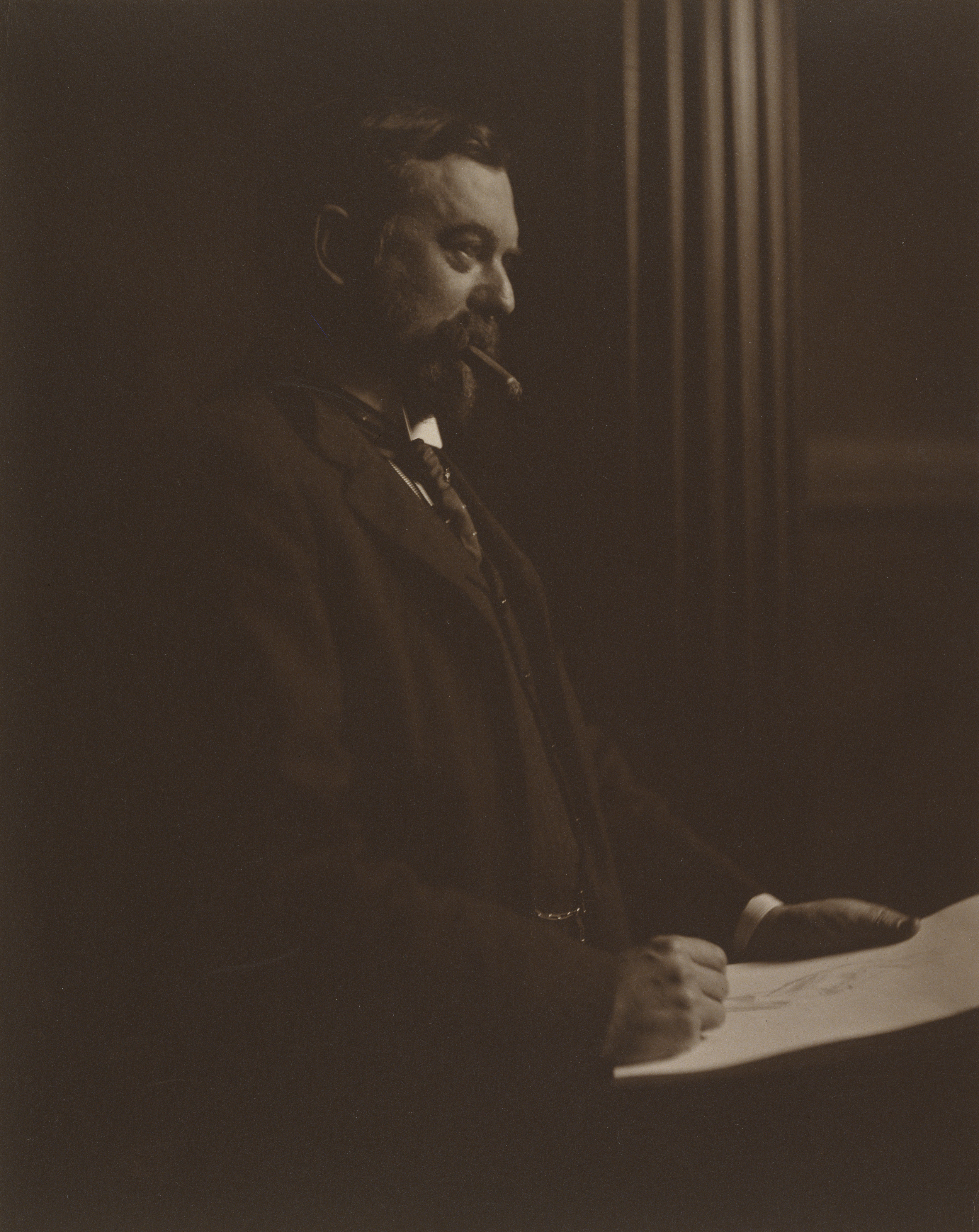
John Singer Sargent 1895
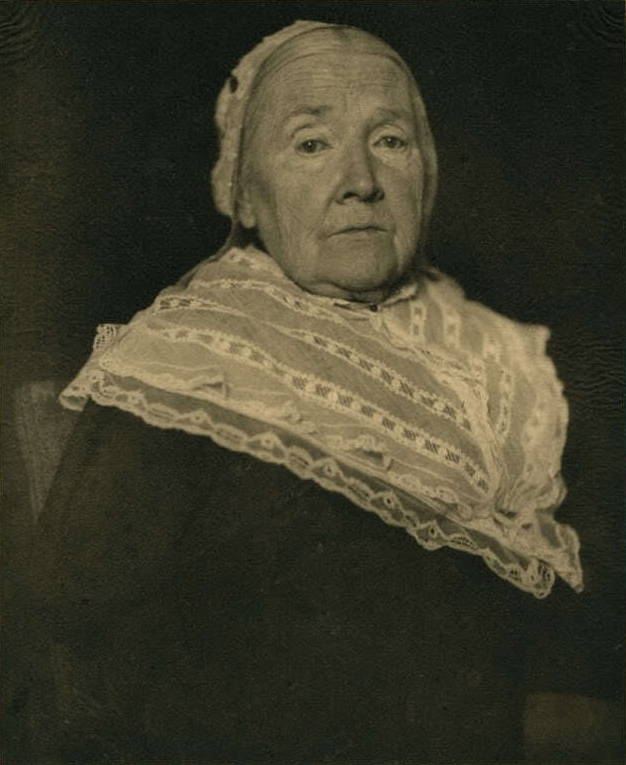
Mrs. Julia Ward Howe 1907 (veröffentlicht in Camera Work Nummer 18)
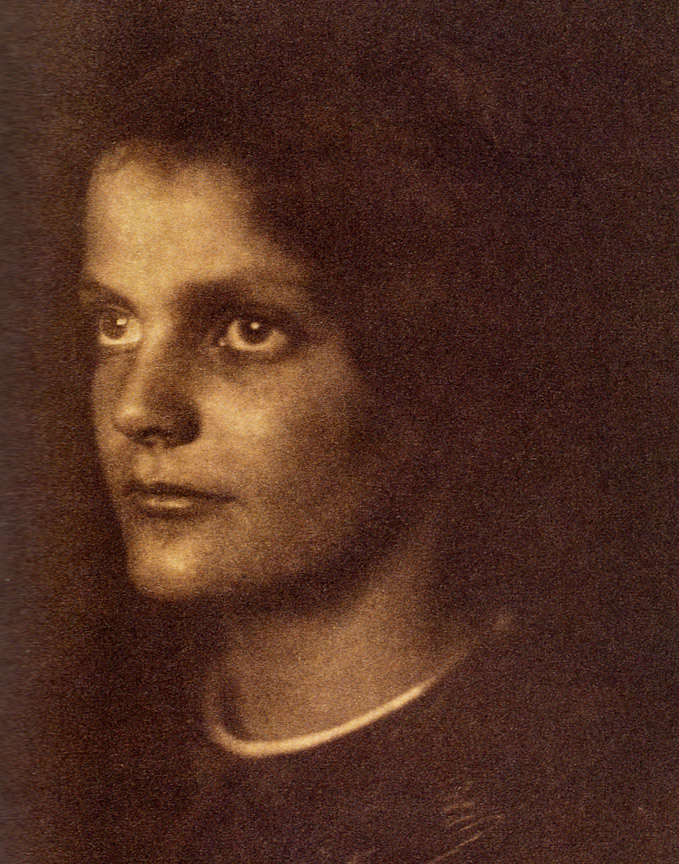
Mary 1907 (veröffentlicht in Camera Work Nummer 18)